# Francesc Bastos i Ansart
Francesc Bastos i Ansart (Saragossa, 1875 - Barcelona, 1943) fou un militar, enginyer i polític català d'origen aragonès, diputat a les Corts durant la Segona República.

## Biografia
Fill de militar, estudià a l'Acadèmia General Militar de Saragossa, on es graduarà com a enginyer. Va lluitar a la Guerra de Cuba de 1898. Fou ascendit a capità d'enginyers el 1909 destinat a Barcelona, i a Tinent Coronel el 1926.
Des de 1907 traslladà la seva residència a Barcelona. Fou fundador de la Compañía de Minas y Ferrocarriles de Utrillas el 1900, on redactà un avantprojecte per a construir ferrocarril; director gerent de l'Electro-Química Aragonesa el 1903 amb la que pretenia abastir d'electricitat Saragossa amb els salts de l'Éssera; també treballà per l'empresa francesa de gas M. Bertrand, i fou propietari de Bastos y Compañía el 1913. El 1918 Antoni Maura li encarregà l'organització del transport i la distribució del carbó d'Astúries. També col·laborà en el Metro de Barcelona i el tramvia de Palma. Fou nomenat director de Tabacalera entre 1922 i 1925.
Políticament, fou elegit diputat pel districte de Boltaña (província d'Osca) en una candidatura regionalista aragonesa a les eleccions de 1919, 1920 i 1923. Fou vicepresident de la Unión Aragonesista a Barcelona el 1920 i fou elegit diputat per la circumscripció de Barcelona ciutat a les eleccions generals espanyoles de 1933 com a independent dins les llistes de la Lliga Catalana.
Durant la guerra civil espanyola es posà de part del govern franquista i el 1937 fou nomenat permanent de la comissió Militar d'Incorporació i Mobilització Militar, i el 1938 Delegat Assessor Tècnic de la Zona Sud dels Camps de Concentració de presoners. Però quan acabà la contesa, (segons el seu germà Manuel Bastos Ansart) i ell creia que podria ésser plenament útil en la immensa tasca de la post-guerra, fou materialment acomiadat sense cap consideració i oblidat com un trasto inservible.

## Obres
- El Desastre de Annual
- Viaje a nuestros antípodas dando la vuelta al mundo
- Pistolerismo. (Historia trágica) (1935)
- El evangelio del honor militar y otros relatos (1938)